# Sombra (maquiagem)

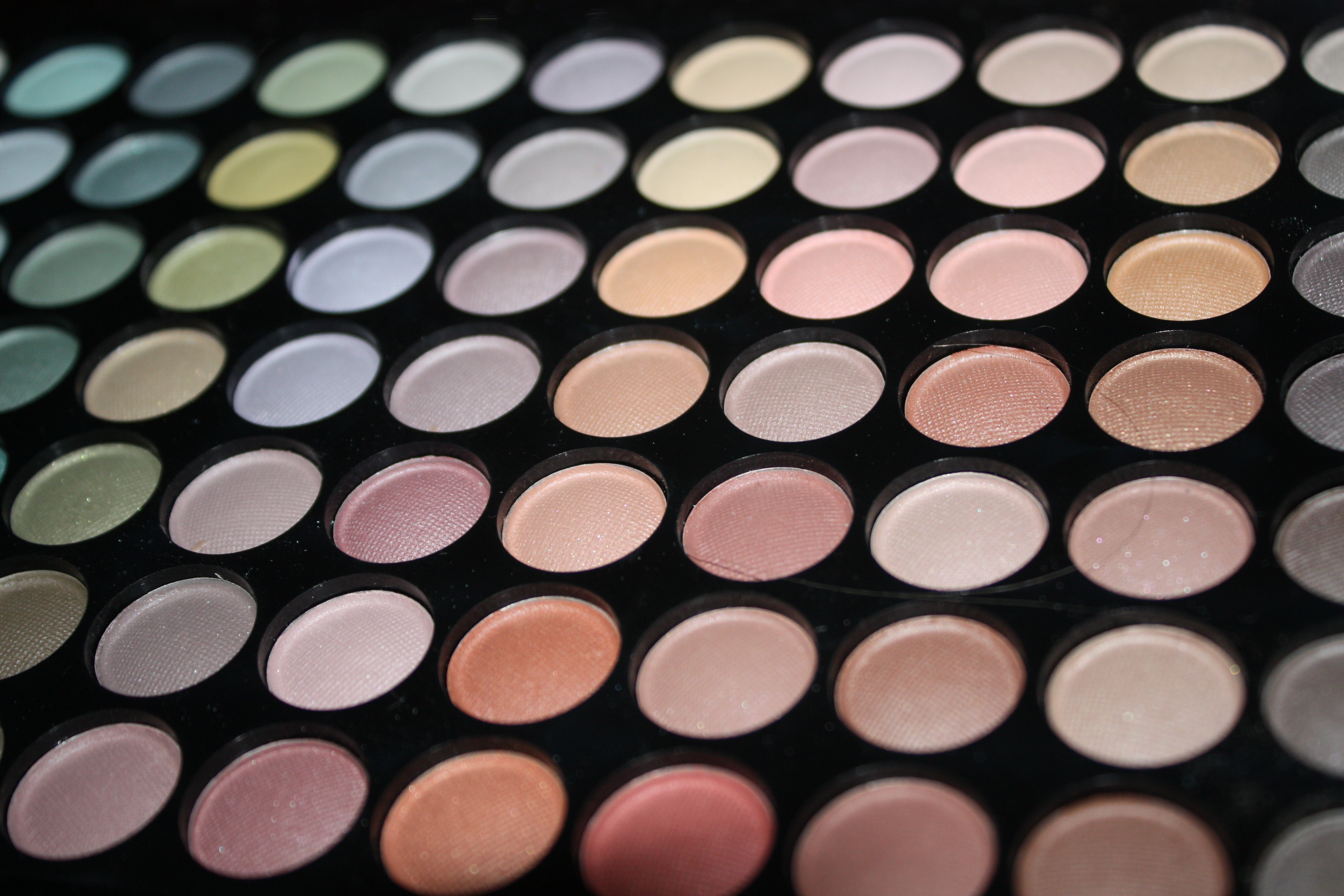
Uma paleta de sombras de várias cores

A sombra é um produto cosmético comumente utilizado para fazer os olhos de quem a utiliza destacarem-se para parecer mais atraente, devendo ser aplicada nas pálpebras e nas sobrancelhas.
A sombra acrescenta profundidade e dimensão, complementa a cor, ou simplesmente chama a atenção para a região dos olhos. Produzida em diversas cores e texturas, é geralmente feita de um pó de mica, podendo ser encontrada também em formato de lápis, líquido, ou forma de mousse.
Muitas pessoas usam a sombra de olho simplesmente para melhorar sua aparência, mas também é comumente utilizado em peças de teatro, cinema e televisão, para criar um visual com cores brilhantes. Dependendo da experiência de quem está aplicando, o efeito da sombra de olho geralmente traz a atenção de todos.

## Uso

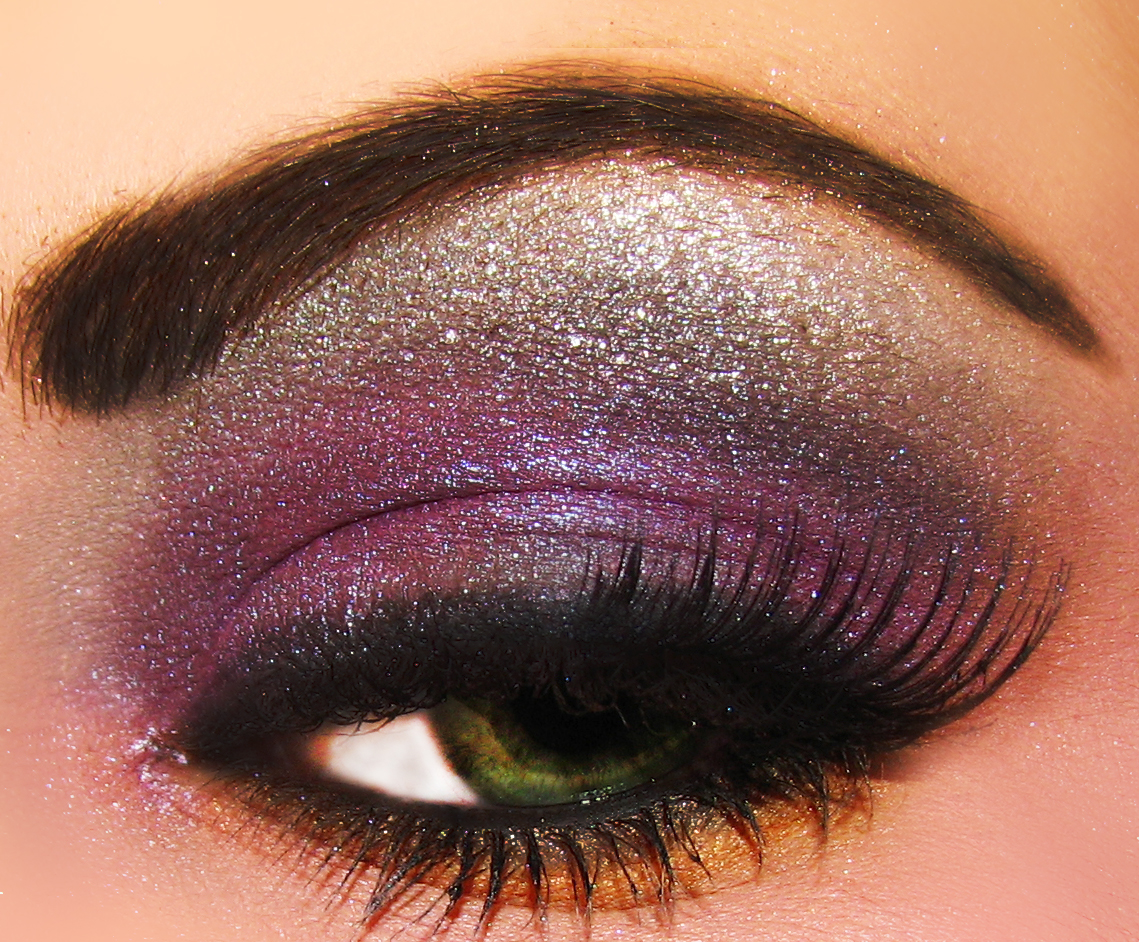
Sombra roxa

A sombra pode ser aplicada de diversas maneiras, dependendo da aparência desejada e formulação. Normalmente a aplicação é feita usando esponjas, dedos e / ou pincéis. Para remover a sombra dos olhos é aconselhável a utilização de um removedor de maquiagem (demaquilante), apesar de que uma simples lavagem do rosto em água corrente também remove todos os traços de cor.